# Hällgöl
Hällgöl är en sjö i Västerviks kommun i Småland och ingår i Storån-Botorpsströmmens kustområde. Sjön är 23 meter djup, har en yta på 0,112 kvadratkilometer och är belägen 51,5 meter över havet.

## Delavrinningsområde
Hällgöl ingår i det delavrinningsområde (641160-153744) som SMHI kallar för Mynnar i havet. Medelhöjden är 59 meter över havet och ytan är 63,97 kvadratkilometer. Det finns inga avrinningsområden uppströms utan avrinningsområdet är högsta punkten. Avrinningsområdets utflöde Blekhemsån mynnar i havet. Avrinningsområdet består mestadels av skog (68 procent) och jordbruk (14 procent). Avrinningsområdet har 5,02 kvadratkilometer vattenytor vilket ger det en sjöprocent på 7,8 procent.